# Belle's Magical World
Belle's Magical World (có tên gọi khác là Beauty and the Beast: Belle's Magical World) là phim điện ảnh hoạt hình nhạc kịch phát hành tại gia năm 1998 do Walt Disney Television Animation sản xuất. Phim được phát hành ngày 17 tháng 2 năm 1998 và là phần tiếp nối của phim điện ảnh hoạt hình năm 1991 Người đẹp và quái vật, với sự tham gia lồng tiếng của David Ogden Stiers vai Cogsworth, Robby Benson vai Quái thú và Paige O'Hara vai Belle. Phim có hai bài hát do Belle biểu diễn là "Listen With Our Hearts" và "A Little Thought". Cốt truyện của phim lấy bối cảnh trong dòng thời gian của bản gốc Người đẹp và quái vật (sau Giáng sinh nhưng trước cuộc chiến với Gaston).